# 門坂流
門坂 流（かどさか りゅう、1948年5月25日 - 2014年4月3日）は、日本のイラストレーター、版画家。本名は門坂 敏幸（かどさか としゆき）。独学でペン画とビュランによるエングレービングを会得し、ペン画・水彩画・銅版画を中心に創作活動を行なう。特にエングレービングでは日本の第一人者だった。

## 略歴
- 1948年 : 京都市に生まれる[5]。
- 1968年 : 東京芸術大学油絵科入学[5]。
- 1973年 : 鉛筆・ペン画による書籍の装幀や雑誌の挿絵を手掛ける[5]。
- 1985年 : 独学でエングレービングの制作を始める[5]。
- 1988年 : ドローイング集『風力の学派』(ぎょうせい)刊行[5]。
- 1990年 : 『ビュランによる色彩銅版画集 水の光景』(ぎょうせい)刊行[5]。
- 1999年 : 朝日新聞朝刊小説「百年の預言」挿絵担当[5]。
- 2000年 : 記念画集『百年の預言』(朝日新聞社)刊行[5]。
- 2003年 : 小説家・小池真理子とのコラボレーション『一角獣』で銅版画8点制作(角川書店)刊行[5]。
- 2012年 : 『文學界』(文藝春秋社)9 - 12月号の目次・イラスト担当[5]。
- 2013年 : 「町田市ゆかりの作家達」展(町田市立国際版画美術館)・ 作品集『Engraving』刊行 (不忍画廊刊)[5][6]。
- 2014年4月3日午後0時26分 : 胃癌のため東京都内の病院で死去[2]。65歳没。

## 個展・グループ展歴
- 流紋(1987年 INAXギャラリー 東京・京橋)[4]
- 門坂流展 (1988年 ガレリアグラフィカ 銀座)[4]
- 門坂流展・水の流れ (1990年 ガレリアグラフィカ 銀座)[4]
- 門坂流展(1993年 ガレリアグラフィカ 銀座)[4]
- 門坂流・グラフィックの世界展(1991年 伊勢丹 新宿)[4]
- 門坂流展(1992年 ARTE SPAZIO 東京・玉川)[4]
- 門坂流の世界(1993年 ギャラリー・アルチザン 梅田)[4]
- 門坂流 銅版画展(1993年ギャラリーポート 白金台)[4]
- 門坂流 銅版画展 (1999年 かねとう 茅場町)[4]
- 線の迷宮〈ラビリンス〉―細密版画の魅力 (2002年 目黒区美術館)
- 門坂流 Selected Works 1985-2003 (2004年 個展 不忍画廊 八重洲)[6]
- 門坂流展（銅版画・ペン画・水彩画）(2003年 松明堂ギャラリー 鷹の台)[7]
- 門坂流2005 (2005年 個展 不忍画廊 八重洲)[6]
- 門坂流 2006『Ryu Kadosaka Drawing Works 1』刊行記念展 (2006年 個展 不忍画廊 八重洲)[6]
- 門坂流 2007『The LANDSCAPE』 (2007年 個展 不忍画廊 八重洲)[6]
- 門坂流・渡辺千尋　銅版画エングレーヴィング競作展　代表作から新作まで (2007年 松明堂ギャラリー 鷹の台)[8]
- 門坂流 2008 『線描のリリシズム』 (2008年 個展 不忍画廊 八重洲)[6]
- 門坂流 2009 『Painting & Portfolio』 (2009年 個展 不忍画廊 八重洲)[6]
- 門坂流個展 ─ 自然と霊性 (2011年 個展 不忍画廊 八重洲)[6]
- Ryu Kadosaka “Engraving" (2013年 個展 不忍画廊 東京・日本橋)[6]

## 作品集
- 1988年 「風力の学派」ぎょうせい刊[4]
- 1990年 「ビュランによる色彩銅版画集 水の光景」 ぎょうせい刊[4]
- 2000年  門坂流作品集 百年の預言 朝日新聞社刊[4]
- 2006年 『Ryu KADOSAKA Drawing Works』不忍画廊刊[6]
- 2009年 銅版画集 『FOSSIL』不忍画廊刊[6]
- 2013年 作品集 『Ryu Kadosaka “Engraving”』 不忍画廊刊[6]

## 特徴と評価
門坂は幼年時代から「流動している対象を見つめていたことを鮮明に覚えている」。「川の水の流れや炎が複雑で捉え様のない形にリズミカルに変化し、生まれては消える様子を吸い込まれる様にみていた。黄色い稲穂が風に吹かれて、目の前をまるでいき鄭るように遠くまで走り抜け、次から次へとまるで生きているように遠くまで走りぬけ次から次へと違う形が生まれは追いかけているのを飽きずに眺めていた」子供だった。
絵画を志したのは「高校の頃にフェルメールの『刺繍をする女』の絵を見て心が震えました。子供の頃に、節穴から障子に投影された美しい青いシミが、ピンホール写真のように外の雪景色を映していた事に感動したのを思い出したのが原点です」 と語る。
東京芸術大学油絵科入学後も「美術界よりサブカルチャーの方に興味が移り、雑誌『宝島』で片岡義男さんの『ロンサム・カウボーイ』でデビューした｣ 「その『宝島』では鉛筆で始めたのが、途中でオフセット印刷から活版印刷に替わる事になり、急きょペン画に変えたのをきっかけに、線の表現に目覚めた。イラストの仕事だけでは、締切もあり満足な表現が出来ないので、少しずつ自分にリアリティのあるテーマで描き始めた」と、学生時代からイラストの仕事を始める。
門坂作品の特徴は、今では世界でも稀な技法に属するエングレービング技法にある。西洋の鎧兜などの金属類に彫刻する西洋の金細工技法から発展した、古くからあるが習得が極めて難しく長期間を要する為に、近代版画ではほとんど使われず、現代版画では数人しかいない「絶滅しかかった技」。そこへ「いきなりその技法を完成させた形で」デビュー。それを可能にしたのは、それ以前の15年間の芸大学生時代からのペン画で積み上げた実績だった。
門坂作品のペン画はすべて平行線だけで描かれていて、交差しないのが特徴。エングレービングとおなじ技法だったことから「ビュランの線は、自分が追い求めていた究極の線であると確信した」という。
池澤夏樹は、門坂エングレービングを「その描線は動的な世界観の証明であり、写真から最も遠い所にある画像」と、その波のような線を「写真は動きを止めるけれども、門坂流の絵は波の過去と未来を語る事で、波を動かす」と評している。
また、荒俣宏は「彼にとって線とは、何よりもまず図像を構成するための最小にして唯一の要素にほかならない」「門坂流は『テーマ』の画家ではなく、描く器械＝絵師であるとおもう。この言い方は決して卑下ではなく、新しい形の称賛、それも最大限の称賛である」とし、モンドリアン、カンディンスキー、モネと比較して論じている。
美術評論家の伊藤俊治は「門坂流は …… 微細な波動としてのイメージの渦は、我々のこの世界の堅固な状態を、その構造や量を、その肉体や精神をなしくずしにし、非物質化し、新しく蘇らせてくれるはずである」と評価している。
こうした批評にたいし、ジェイムス・ジョイス、司馬遼太郎、小池真理子など、内外の著名な小説家の表紙絵を手がけ、自らも「絵師」と任ずる門坂自身は「形を意識することはほとんどないといってもいい過ぎではない。もちろん具象絵画というジャンルに属するかと思うので、画面上に表面的な意味で誰にでもわかる形が表現されているとは思う。しかし表現しようとしているのは、物の形の魅力ではなく、とらえようとしてとらえられない粒子の運動。子どもの頃から、水の流れの変化や、炎の形の変化を夢中になって観ていたり、稲穂に風の動きが現れるのをうっとりと観ているのが好きで、絵を描くようになって自然に今のような表現形式になってきた」(版画年鑑2001掲載 作家コメント「わたしのかたち」)と語っている。
エングレービング以外では、門坂は1998年7月27日から1999年9月4日まで朝日新聞に連載された髙樹のぶ子の連載小説「百年の預言」の挿絵を担当し、ルーマニア、オーストリアを取材。リトグラフによる多数の作品を残した。また、ペン画や色彩版画による書籍のカバーや挿絵も多数(装画項参照）。山と渓谷社からは「門坂流 山の肖像 ─ 北アルプス・常念岳」や「「南アルプスの山なみ」エングレーヴィング 2007年」「槍・穂高連峰」エングレーヴィング 2008年」は、1年を通じて山と渓谷雑誌の背表紙として使われた。2010年には、呼吸生理学者・本間生夫の依頼で「新作能『オンデディーヌ』」のためにエングレービング作品を制作した。
なお、角川春樹事務所発行のハルキ文庫は、外側のカバーを外すと、表紙に直接描かれているモノクロ画を目にすることができるが、この画は門坂流の手によるものである。そのため奥付に記載されている「表紙イラストレーション」の項目には「門坂流」の名前があるが、これは、カバーのイラストも門坂流が描いたという意味ではない。カバーイラストの担当者の名前は、カバーの折り返し部分に別に記載されている。

## パブリックコレクション
- 町田市立国際版画美術館[6]
- 黒部市美術館[6]
- AMICI DELL'ARTE  -  FAMIGLIA ARTISTICA (A.D.A.F.A.) Italy[6]

## 装画
- 小池真理子 「一角獣」角川書店 2003年刊 ISBN 4-04-873449-0
- 小池真理子 「一角獣」角川文庫 2006年刊 ISBN 4-04-149416-8
- 小池真理子 「虚無のオペラ」文春文庫 2006年刊 ISBN 4-16-754203-X
- 篠田節子 「ゴサインタン」」双葉社 1996年刊 ISBN 4-575-23266-1
- 篠田節子 「弥勒」講談社 1998年刊 ISBN 4-06-209282-4
- 篠田節子 「ハルモニア」 マガジンハウス 1998年刊 ISBN 4-8387-0838-6
- 篠田節子 「讃歌」朝日新聞社 2006年刊 ISBN 4-02-250089-1
- 篠田節子 「讃歌」朝日文庫 2010年刊 ISBN 978-4-02-264534-0
- 髙樹のぶ子 「百年の預言(上)」朝日新聞社 2000年刊 ISBN 4-02-257458-5
- 高樹のぶ子 「百年の預言(下)」朝日新聞社 2000年刊 ISBN 4-02-257459-3
- 高樹のぶ子 「fantasia」文藝春秋 2006年刊 ISBN 4-16-324560-X
- 藤本ひとみ 「ウィーンの密使」講談社 1996年刊 ISBN 4-06-207281-5
- 藤本ひとみ 「恋情」講談社 2000年刊 ISBN 4-06-210154-8
- 谷村志穂 「海猫」新潮社 2002年刊 ISBN 4-10-425602-1
- 岩井志麻子 「がふいんしんぢゅう(合意情死)」角川書店 2002年刊 ISBN 4-04-873366-4
- 岩井志麻子 「がふいんしんぢゅう(合意情死)」角川ホラー文庫 2005年刊 ISBN 4-04-359605-7
- 河野多恵子 「妖術記」角川書店 1978年刊 NCID BN0925164X
- 森本貞子 「秋霖譜（森有礼とその妻）」東京書籍 2003年刊 ISBN 4-487-79712-8
- 北森鴻 「蜻蛉始末」文藝春秋 2001年刊 ISBN 4-16-320150-5
- 佐藤亜紀 「雲雀」文藝春秋 2004年刊 ISBN 4-16-322750-4
- 佐藤亜紀 「雲雀」文春文庫 2007年刊 ISBN 978-4-16-764704-9
- 寮美千子 「楽園の鳥(カルカッタ幻想曲)」講談社 2004年刊 ISBN 4-06-212439-4
- 夏樹静子 「裁判百年史ものがたり」文藝春秋 2010年刊 ISBN 978-4-16-372330-3
- 藤本泉 「時をきざむ潮」講談社文庫 1980年刊 01933617612253 NCID BA41392856
- 林芙美子 「浮雲」新潮文庫 1991年刊 ISBN 4-10-106103-3
- 森真沙子 「青い灯の館」角川文庫 1989年刊 ISBN 4-04-171102-9
- 永井するみ 「樹縛」新潮文庫 2001年刊 ISBN 4-10-148822-3
- 曾野綾子 「永遠の前の一瞬」新潮文庫 1990年刊 ISBN 4-10-114623-3
- 榊原姿保美 「龍神沼綺譚(下)」角川文庫 1992年刊 ISBN 4-04-185702-3
- 吉村昭 「海馬(トド)」新潮社 1989年刊 ISBN 4-10-324220-5
- 日影丈吉 「鳩」早川書房 1992年刊 ISBN 4-15-203511-0
- 日野啓三 「台風の眼」新潮社 1993年刊 ISBN 4-10-317803-5
- 沢木耕太郎 「象が空を」文藝春秋 1993年刊 ISBN 4-16-348120-6
- 沢木耕太郎 「路上の視野」文藝春秋 1993年刊 ISBN 4-16-348110-9
- 辻仁成 「旅人の木」集英社 1992年刊 ISBN 4-08-772831-5
- 内田康夫 「華の下にて」幻冬舎 1995年刊 ISBN 4-87728-081-2
- 堂場瞬一 「約束の河」中央公論新社 2005年刊 ISBN 4-12-003604-9
- 逢坂剛 「幻のマドリード通信」大和書房 1983年刊 13935100814406 NCID BN13161427
- 逢坂剛 「あでやかな落日」毎日新聞社 1997年刊 ISBN 4-620-10569-4
- 逢坂剛 「カプグラの悪夢」講談社 1998年刊 ISBN 4-06-209144-5
- 辻原登 「父、断章」新潮社 2012年刊 ISBN 978-4-10-456305-0
- 河野修一郎 「復讐する鼠」岩波書店 1993年刊 ISBN 4-00-002851-0
- 胡桃沢耕史 「天山を超えて」徳間書店 1982年刊 ISBN 4-19-122593-6
- 東郷隆 「人造記」東京書籍 1990年刊 ISBN 4-487-75311-2
- 梁石日 「未来への記憶」アートン 2006年刊 ISBN 4-86193-029-4
- 折原一 「水底の殺意」講談社 1993年刊 ISBN 4-06-206559-2
- 村松友視 「流氷まで」文藝春秋 1996年刊 ISBN 4-16-316190-2
- 大西巨人 「深淵(上)」光文社 2004年刊 ISBN 4-334-92420-4
- 大西巨人 「深淵(下)」光文社 2004年刊 ISBN 4-334-92421-2
- 清水一行 「家族のいくさ」光文社 2003年刊 ISBN 4-334-92393-3
- 森村誠一 「人間の十字架」角川書店 2007年刊 ISBN 4-04-872599-8
- 後藤正治 「不屈者」新潮社 2005年刊 ISBN 4-10-300651-X
- 五條瑛 「ヨリックの響宴」文藝春秋 2003年刊 ISBN 4-16-322150-6
- 三浦明博 「黄金幻魚」講談社 2011年刊 ISBN 978-4-06-216854-0
- 立松和平 「奇蹟（風聞・天草四郎）」東京書籍 2005年刊 ISBN 4-487-79869-8
- 浜野サトル 「ディランにはじまる」晶文社 1987年刊 ISBN 978-4-7949-5038-3
- 島田荘司 「ロシア幽霊軍艦事件」原書房 2001年刊 ISBN 4-562-03436-X
- 高田宏 「海と川の物語」学陽書房 1996年刊 ISBN 4-313-47007-7
- 小沢章友 「曼荼羅華」講談社 1996年刊 ISBN 4-06-208497-X
- 山本譲司 「獄窓記」ポプラ社 2003年刊 ISBN 4-591-07935-X
- 山本譲司 「続獄窓記」ポプラ社 2008年刊 ISBN 978-4-591-10180-3
- 大嶋仁 「精神分析の都」作品社 1996年刊 ISBN 4-87893-252-X
- 大嶋仁 「表層意識の都」作品社 1996年刊 ISBN 4-87893-247-3
- 沢田賢一郎 「ウェットフライテクニック」山と渓谷社 1987年刊 ISBN 4-635-36009-1
- 勝峰富雄 「山で見た夢」みすず書房 2010年刊 ISBN 978-4-622-07542-4
- 手塚宗求 「わが高原」山と渓谷社 2006年刊 ISBN 4-635-33040-0
- 田中小実昌 「紀行集」JTB 2001年刊 ISBN 4-533-04032-2
- 奥本大三郎 「自選紀行集」JTB 2001年刊 ISBN 4-533-04034-9
- 阿川弘之 「自選紀行集」JTB 2001年刊 ISBN 4-533-04030-6
- 西江雅之 「自選紀行集」JTB 2001年刊 ISBN 4-533-04033-0
- 宮脇俊三 「自選紀行集」JTB 2001年刊 ISBN 4-533-04031-4
- 天谷直弘 「生死流転」PHP研究所 1994年刊 ISBN 4-569-55280-3
- 林秀彦 「老人と棕櫚の木」PHP研究所 2003年刊 ISBN 4-569-62867-2
- 保田良雄 「軍艦島に進路をとれ」新潮社 1989年刊 ISBN 4-10-602716-X
- 梶原拓 「長良の川風」 ぎょうせい 1988年刊 ISBN 4-324-01543-0
- 安部公房 「砂の女」 新潮社 1994年刊 ISBN 4-10-860202-1
- 平井俊顕 「市場社会とは何か」ぎょうせい 2007年刊 ISBN 978-4-324-08150-1
- 結城了悟 「海原のかなた」女子パウロ会 2001年刊 ISBN 4-7896-0527-2
- 高田宏 「もう一度読む」文化出版局 1998年刊 ISBN 4-579-30304-0
- 佐藤学 「学びの身体技法」太郎次郎社 1997年刊 ISBN 4-8118-0643-3
- 佐藤学 「身体のダイアローグ」太郎次郎社 2002年刊 ISBN 4-8118-0665-4
- 梨屋アリエ 「空色の地図」 金の星社 2005年刊 ISBN 4-323-06322-9
- 真木悠介・鳥山敏子 「創られながら創ること」太郎次郎社 1993年刊 ISBN 4-8118-0621-2
- 伊勢白山道 「森羅万象5」 経済界 2011年刊 ISBN 978-4-7667-8504-3
- 伊勢白山道 「森羅万象6」 経済界 2012年刊 ISBN 978-4-7667-8515-9
- 伊勢白山道 「森羅万象7」 経済界 2013年刊 ISBN 978-4-7667-8534-0
- 西部邁 「世人に言上したきことあり」新潮社 1996年刊 ISBN 4-10-367502-0
- 竹本健治 「ウロボロスの基礎論」講談社 1995年刊 ISBN 4-06-207869-4
- 保坂正康 「幻の終戦」 柏書房 1997年刊 ISBN 4-7601-1457-2
- 三塚博(監修)「議会政治100年」徳間書店 1988年刊 ISBN 4-19-143760-7
- 神渡良平 「野に在る覚者たち」サンマーク出版 1998年刊 ISBN 4-7631-9249-3
- 花里恵 「がん患者から病院への贈り物」小学館 1990年刊 ISBN 4-7965-2506-8
- 大久保忠利 「大久保忠利著作選集」三省堂 1992年刊 ISBN 4-385-40637-5
- アーサー・ミラー「野生馬狩り」岡崎涼子訳 早川書房 1982年刊 ISBN 978-4-15-207514-7
- リチャード・ブローティガン「ホークライン家の怪物」藤本和子訳 晶文社 1975年刊 ISBN 978-4-7949-2228-1
- ヘンリー・D・ソロー「ザ・リバー」宝島社 1993年刊 ISBN 4-7966-0667-X
- フランシス・ジャム「三人の乙女たち」手塚伸一訳 青土社 2000年刊 ISBN 4-7917-5796-3
- ピーター・マシーセン「ワトソン氏を殺す」高儀進訳 早川書房 1992年刊 ISBN 4-15-207742-5
- ジョン・ハウレット「ジエームズ・ディーン」吉福逸郎訳 エイプリルミュージック 1977年刊 ISBN 978-478-970275-1
- ジム・ハリスン「突然の秋」山本光伸訳 草思社 1995年刊 ISBN 4-7942-0652-6
- メリル・ハリス「アリスの夢」小鷹信光訳 二見書房 1978年刊 0097−780432−7339 JP78018575
- ブレークリイ・セントジェイムス「好奇心」山根和郎訳 二見書房 1978年刊 0097−780445−7339 JP78030693
- エマニエル・アルサン「エマニエル夫人」長島良三訳 二見書房 1979年刊 0097−790433−7339
- ベンクト・アンデルベリー「セクサメロン」首藤宣記訳 二見書房 1979年刊 0097−790463−7339
- A・N・ワードスミス「ライブ」川上淳訳 二見書房 1979年刊 0097−790479−7339
- シンディ・ピーチ「初体験」嵐一太郎訳 二見書房 1979年刊 0097−790426−7339
- アルトウーロ・ヴィヴァンテ「ヴェニスのめぐり逢い」常盤新平訳 文化出版局 1976年刊 0397−760070−7368
- アルトウーロ・ヴィヴァンテ「愛のひとりごと」常盤新平訳 文化出版局 1976年刊 0397−760030−7368 NCID BA44245370
- ジョン・ニューフィールド「愛のひとりごと」酒匂真理子訳 文化出版局 1976年刊 0397−760090−7368
- 滝沢馬琴 「南総里見八犬伝 第一巻」羽深律訳 JICC出版局 1985年刊 ISBN 4-88063-091-8
- 滝沢馬琴 「南総里見八犬伝 第二巻」羽深律訳 JICC出版局 1985年刊 ISBN 4-88063-108-6
- 滝沢馬琴 「南総里見八犬伝 第三巻」羽深律訳 JICC出版局 1986年刊 ISBN 4-88063-140-X
- 滝沢馬琴 「南総里見八犬伝 第四巻」羽深律訳 JICC出版局 1986年刊 ISBN 4-88063-224-4
- 半村良 「太陽の世界 第2巻 牛人の結婚」角川書店 1981年刊 0093−872902−0946(0) NCID BA37255035[14]
- 半村良 「太陽の世界 第3巻 飛舟の群れ」角川書店 1981年刊 0093−872903−0946(0) NCID BA37255895[14]
- 半村良 「太陽の世界 第4巻 神々の到来」角川書店 1981年刊 0093−872904−0946(0) NCID BA46628337[14]
- 半村良 「太陽の世界 第5巻 天と地の掟」角川書店 1982年刊 0093−872905−0946(0) NCID BA46628778[14]
- 半村良 「太陽の世界 第6巻 英雄の帰還」角川書店 1982年刊 0093−872906−0946(0) NCID BA46629012[14]
- 半村良 「太陽の世界 第7巻 神征記」角川書店 1982年刊 0093−872907−0946(0) NCID BA46628574[14]
- 半村良 「太陽の世界 第8巻 悪魔の誕生」角川書店 1982年刊 0093−872908−0946(0) NCID BA4662933X[14]
- 半村良 「太陽の世界 第9巻 続神征記」角川書店 1983年刊 0093−872909−0946(0) NCID BA46628574[14]
- 半村良 「太陽の世界 第10巻 黄金の湖」角川書店 1983年刊 0093−872910−0946(0) NCID BA46627414[14]
- 半村良 「太陽の世界 第11巻 王朝初期」角川書店 1983年刊 0093−872911−0946(0) NCID BA4662720X[14]
- 半村良 「太陽の世界 第12巻 霊界の支配者」角川書店 1984年刊 ISBN 4-04-872912-8[14]
- 半村良 「太陽の世界 第13巻 大地の声」角川書店 1984年刊 ISBN 4-04-872913-6[14]
- 半村良 「太陽の世界 第14巻 豪族たちの朝」角川書店 1985年刊 ISBN 4-04-872914-4[14]
- 半村良 「太陽の世界 第15巻 交流と紛争」角川書店 1986年刊 ISBN 4-04-872915-2[14]
- 半村良 「太陽の世界 第16巻 続・交流と紛争」角川書店 1986年刊 ISBN 4-04-872916-0[14]
- 半村良 「太陽の世界 第17巻 飛翔する帝国」角川書店 1986年刊 ISBN 4-04-872917-9[14]
- 半村良 「太陽の世界 第18巻 選ばれざる者」角川書店 1989年刊 ISBN 4-04-872918-7[14]
- 多島斗志之 「不思議島」徳間書店 1991年刊 ISBN 4-19-124606-2
- 大島清 「不老に効くクスリ」三笠書房 2004年刊 ISBN 4-8379-2116-7
- 真島一男 「裁判からみた百大事件の結末」ぎょうせい 1991年刊 ISBN 4-324-02577-0
- 木島始 日本現代詩文庫101「新木島始詩集」土曜美術社出版販売 2000年刊 ISBN 4-8120-1228-7
- 中正敏 日本現代詩文庫102「中正敏詩集」土曜美術社出版販売 2000年刊 ISBN 4-8120-1231-7
- 金丸桝一 日本現代詩文庫103「金丸桝一詩集」土曜美術社出版販売 2000年刊 ISBN 4-8120-1232-5
- 伊藤勝行 日本現代詩文庫104「伊藤勝行詩集」土曜美術社出版販売 2000年刊 ISBN 4-8120-1233-3
- 津坂治男 日本現代詩文庫105「津坂治男詩集」土曜美術社出版販売 2000年刊 ISBN 4-8120-1234-1
- 浜田優 「流れる山の情景」山と渓谷社 2009年刊 ISBN 978-4-635-33045-9
- 吉本隆明 「源実朝」 ちくま文庫 1990年刊 ISBN 4-480-02376-3
- 大岡信 「紀貫之」ちくま文庫 1989年刊 ISBN 4-480-02343-7
- 唐木順三 「良寛」 ちくま文庫 1989年刊 ISBN 4-480-02355-0
- 西郷信綱 「梁塵秘抄」 ちくま文庫 1990年刊 ISBN 4-480-02489-1
- 小川国夫 「彼の故郷」 講談社文庫 1977年刊 ISBN 978-4-06-131402-3
- 小川国夫 「生のさ中に」 講談社文庫 1978年刊 NCID BA49456282
- 宮本輝 「二十歳の火影」講談社文庫 2005年刊 ISBN 4-06-275220-4
- 宮本輝 「命の器」講談社文庫 2005年刊 ISBN 4-06-275221-2
- 小林恭三 「父」新潮文庫 1999年刊 ISBN 4-10-147813-9
- 池澤夏樹 「シネ・シティー鳥瞰図」中公文庫 ISBN 4-12-201512-X
- 遠藤周作 「心の海を探る」角川文庫 ISBN 4-04-124524-9
- 篠田節子 「聖域」講談社文庫 1997年刊 ISBN 4-06-263579-8
- 篠田節子 「弥勒」講談社文庫 2001年刊 ISBN 4-06-273278-5
- 司馬遼太郎 「夏草の賦(上)」文春文庫 2005年刊 ISBN 4-16-766319-8
- 司馬遼太郎 「夏草の賦(下)」文春文庫 2005年刊 ISBN 4-16-766320-1
- 柴田錬三郎 「チャンスは三度ある(上)」集英社文庫 1990年刊 ISBN 4-08-749650-3
- 柴田錬三郎 「チャンスは三度ある(下)」集英社文庫 1990年刊 ISBN 4-08-749651-1
- 柴田錬三郎 「幽霊紳士」集英社文庫 1990年刊 ISBN 4-08-749657-0
- 陳舜臣 「鄭成功(上)」中公文庫 1999年刊 ISBN 4-12-203436-1
- 陳舜臣 「鄭成功(下)」中公文庫 1999年刊 ISBN 4-12-203437-X
- 古川薫 「覇道の鷹・毛利元就」 新潮文庫 1990年刊 ISBN 4-10-141705-9
- 森村誠一 「青春の源流・源流篇(一)」角川文庫 1990年刊 ISBN 4-04-175307-4
- 森村誠一 「青春の源流・激流篇(二)」角川文庫 1990年刊 ISBN 4-04-175308-2
- 森村誠一 「青春の源流(三)」角川文庫 1991年刊 ISBN 4-04-175309-0
- 森村誠一 「青春の源流・源流篇(四)」角川文庫 1991年刊 ISBN 4-04-175310-4
- 竹本健治 「フォア・フォーズの素数」角川文庫 2002年刊 ISBN 4-04-188307-5
- 井沢元彦 「日本史の叛逆者・私説・本能寺の変」角川文庫 1998年刊 ISBN 4-04-166212-5
- 井沢元彦 「日本史の叛逆者・私説・壬申の乱」角川文庫 1998年刊 ISBN 4-04-166209-5
- 内田康夫 「十三の墓標」ハルキ文庫 1997年刊 ISBN 4-89456-351-7
- 内田康夫 「追分殺人事件」ハルキ文庫 1999年刊 ISBN 4-89456-520-X
- 内田康夫 「杜の都殺人事件」ハルキ文庫 1998年刊 ISBN 4-89456-401-7
- 内田康夫 「崇徳伝説殺人事件」ハルキ文庫 1999年刊 ISBN 4-89456-529-3
- 内田康夫 「歌枕殺人事件」ハルキ文庫 2000年刊 ISBN 4-89456-688-5
- 内田康夫 「妖しい詩韻」ハルキ文庫 2010年刊 挿画20点 ISBN 978-4-7584-3474-4
- 内田康夫 「妖しい詩韻」 単行本 角川春樹事務所 2007年刊 ISBN 978-4-7584-1088-5
- 志茂田景樹 「復活の盟約」徳間書店 TOKUMA NOVELS 1981年刊 02931522885229
- 結城昌治 「始末屋卯三郎暗闇草紙」徳間文庫 1981年刊 01935671885229 NCID BA41463874
- 団鬼六 「果たし合い」 幻冬舎アウトロー文庫 1997年刊 ISBN 4-87728-482-6
- 東郷隆 「人造記」文春文庫 1993年刊 ISBN 4-16-746108-0
- 京谷秀夫 「一九六一年冬「風流夢譚」事件」平凡社 1996年刊 ISBN 4-582-76158-5
- 竹内敏晴 「ことばとからだの戦後史」ちくま学芸文庫 1997年間 ISBN 4-480-08327-8
- 竹内敏晴 「教師のためのからだとことば考」ちくま学芸文庫 1999年間 ISBN 4-480-08459-2
- 福島章 「精神鑑定とは何か」講談社BLUE BACKS 1995年刊 ISBN 4-06-257075-0
- 福島章 「彼女はなぜ人を殺したか」講談社文庫 2002年刊 ISBN 4-06-256587-0
- 櫻木健古 「水の強さに学ぶ勝つ極意」ワニ文庫 1987年刊 ISBN 4-584-30099-2
- H・ヘッセ 「車輪の下に」秋山六郎兵衛訳 角川文庫 1988年刊 ISBN 4-04-207904-0
- H・ヘッセ 「車輪の下に」秋山六郎兵衛訳 角川文庫 1991年刊 ISBN 4-04-207904-0
- 編者・イージーライダー誌 訳者・小林宏明・真崎義博「あるチョッパーの死」二見書房 1981年刊 ISBN 978-4-576-00143-2
- エルコレ・パッティ「青春の影－ジョバンニーノ」大久保昭男訳 角川文庫 1978年刊 ISBN 978-4-04-225204-7
- マシュー・パール 「ポー・シャドウ(上)」 鈴木恵訳 新潮文庫 2007年刊 ISBN 978-4-10-216353-5
- マシュー・パール 「ポー・シャドウ(下)」 鈴木恵訳 新潮文庫 2007年刊 ISBN 978-4-10-216354-2
- ジェリー・ボイル 「究明」 佐久間俊訳 講談社文庫 2000年刊 ISBN 4-06-264858-X
- ジェフリー・ディーヴァー 「死の教訓(上)」 講談社文庫 2002年刊 ISBN 4-06-273400-1
- ジェフリー・ディーヴァー 「死の教訓(下)」 講談社文庫 2002年刊 ISBN 4-06-273420-6
- 作者不詳「エロティックな七分間」竹内太郎訳 富士見ロマン文庫 1977年刊 ISBN 978-4-8291-2001-9
- ロバート・シェルドン「身替わりプッシー」江藤潔訳 富士見ロマン文庫 1984年刊 0197−900902−7440(0)
- ジョナサン・ブラック「ホワイトハウスの女主人」中村康治訳 富士見ロマン文庫 1984年刊 ISBN 4-8291-2087-8
- ブルース・ツィマーマン「霧に濡れた橋」安倍昭至訳 ハヤカワ文庫 1993年刊 ISBN 4-15-100062-3
- J・H・ブレナン「アドベンチャー・ゲーム 悪魔族の叛乱」南山宏訳 二見書房 1987年刊 ISBN 4-576-87048-3